# 天閃空對空飛彈
天閃（英語：Sky Flash）空對空飛彈是英國以美國AIM-7E-2麻雀半主動雷達導引空對空飛彈改良而來。英國採用麻雀飛彈作為改良來源的用意在於皇家空軍的F-4能夠在不需要大幅改裝下同時採用這兩種飛彈。在外觀上，天閃與麻雀非常相似，性能上藉由電子科技的進步而大幅改善麻雀的諸多缺點，目前已全數除役。

## 研發歷史
英國研發超視距空對空飛彈相關元件始於1960年代，由皇家航空研究院及英國通用電氣公司合作研發可配備在AIM-7飛彈上的逆單脈衝尋標器；在研究取得一定成果後，1972年1月英國皇家空軍發布第1219號需求，計畫代號XJ.521。由霍克希德利與英國通用電氣公司導引武器部承攬，1973年英國以編號XJ 521計畫展開飛彈研發與改良工作。選擇AIM-7E-2飛彈作為研發的基礎有幾個原因。首先，AIM-7E-2已經有完整的數學模型與測試資料，英國不需要自己從頭再作一次。其次，英國皇家空軍在購入F-4戰鬥機的時候也將AIM-7E-2一併購入，使用上的經驗比較豐富。最後是研發工作展開時，雖然還有AIM-7F列入考慮，基於1977年要完成設計的目標需求，AIM-7F的彈體資料與授權生產時程無法配合而與以放棄。
天閃飛彈改良的重點包括重新設計的尋標頭、引信、自動導航系統以及電力供應單元，預定達成的設計目標包括：
- 提升電子反制能力。
- 增強自地面雜訊中找到目標的能力。
- 提高飛彈分辨多個近續離目標的能力。
- 改良引信的功能。
- 提高可靠度。

1976年天閃飛彈開始在美國進行試驗的工作，整個試射的過程歷經兩年，於1978年正式遞交第一顆量產型給英國皇家空軍。
1985年英國陸續提升天閃飛彈的系統與系統，除了更換較薄的彈翼與彈體之外，還採用新型火箭發動機與電子系統。1980年代後期，英國與第一個外銷國瑞典達成共同發展主動雷達導引版，也就是天閃90（英國）或是Rb 71A，或者是以衝壓發動機推進的長程改良版Rb 73。1988年英國航太與湯姆森-CFS公司決議共同出資，由湯姆森-CSF公司提供主動雷達導引尋標頭研發，作為AIM-120先進中程空對空飛彈的低成本競爭者。
1991年尋標頭完成空中飛行測試，但是整個計畫在1992年遭到取消。同年，英國航太公司與瑞典Saab公司共同研究無控制面的主動雷達導引天閃的衍生型，計畫編號S225X。到了1994年，以衝壓發動機為動力的S225XR研究計畫開始進行，計畫稍後改以流星空對空飛彈計畫取代。至此天閃飛彈的研發計劃算是正式中止。

## 設計細節

### 彈體
天閃飛彈在外觀上與麻雀飛彈極為接近，早期型的天閃直接採用麻雀飛彈的彈體材料生產而成。飛彈的控制面位於彈體中央，共有四片三角形的可動翼面。在接近尾部還有四片固定翼面穩定飛彈的飛行。在外型上與AIM-7E-2最明顯的差別是靠近飛彈中央的黑色雷達引信天線，其他都與AIM-7E-2一樣。
飛彈最前方為尋標頭與電子設備，其次是30公斤的連續桿彈頭，接著是翼面控制單元以及火箭發動機。總長度3.66公尺，直徑203毫米，總重195公斤。

### 導引系統
天閃飛彈也是採用麻雀飛彈的半主動雷達導引，但是在尋標頭上改用抗拒地面雜訊與電子干擾更有效果的逆單脈衝尋標器設計，加上高效率的天線，使得天閃飛彈的性能高於同時期的麻雀飛彈。此外，飛彈還具備電子反反制能力以及干擾源歸向能力。在對付低空高速目標上，天閃的效果也遠高於麻雀。

## 使用機種

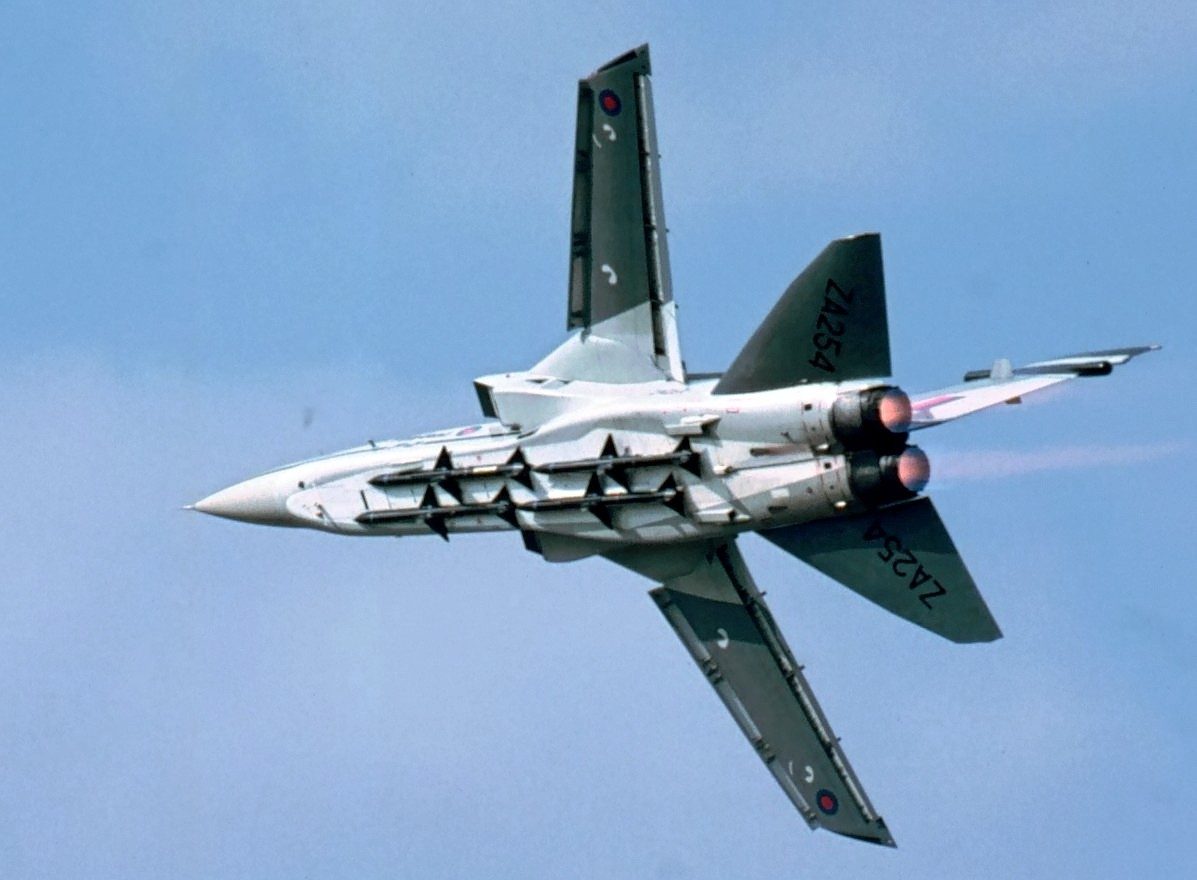
龍捲風ADV原型機掛載天閃飛彈。

能夠使用天閃飛彈的機種包括F-4、龍捲風F2/F3、F-16與SAAB 37戰鬥機。此外，英國曾經在鷹式200戰鬥攻擊機上佩掛測評，但鷹式200的操作國家並無採購天閃飛彈。

## 使用國
義大利
- 義大利空軍

 沙烏地阿拉伯
- 沙烏地阿拉伯皇家空軍

 瑞典
- 瑞典空軍

 英国
- 英國皇家空軍

### 引文
1. ↑  Gibson & Buttler 2007，第47-53頁.

### 圖書
- （英文）Gibson, Chris; Buttler, Tony. . Midland Publishing. 2007. ISBN 9781857802580.